# 阿金達鎮區 (阿肯色州利特爾里弗縣)
阿金達鎮區（英語：Arkinda Township）是位於美國阿肯色州利特爾里弗縣的一個行政鎮區。

## 地方資料
阿金達鎮區的面積為42.20平方千米，當中陸地面積為42.20平方千米，而水域面積為0.00平方千米。根據2010年美國人口普查的數據，當地共有人口75人，而人口密度為每平方千米1.78人。